# Azotea

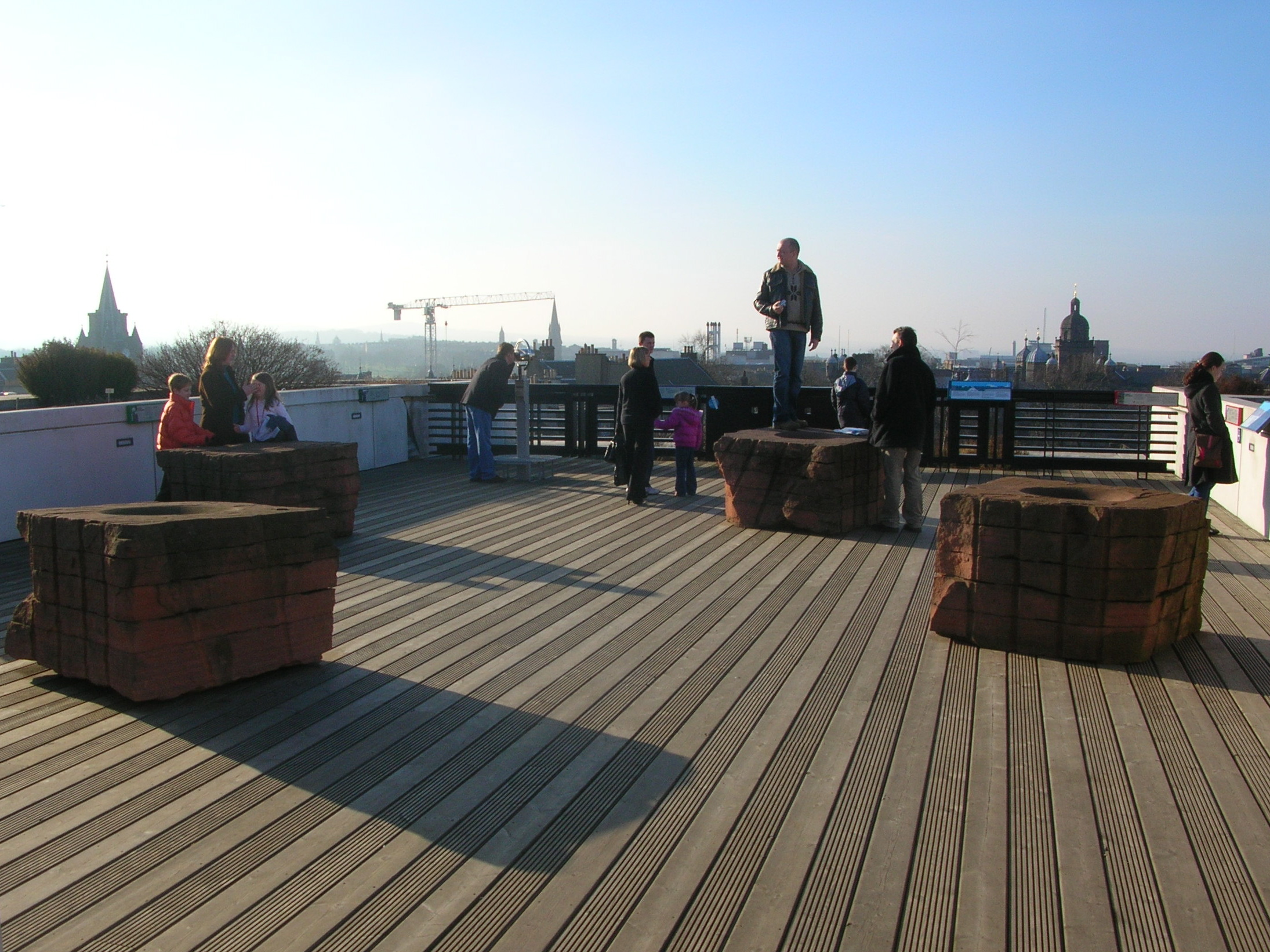
Azotea.

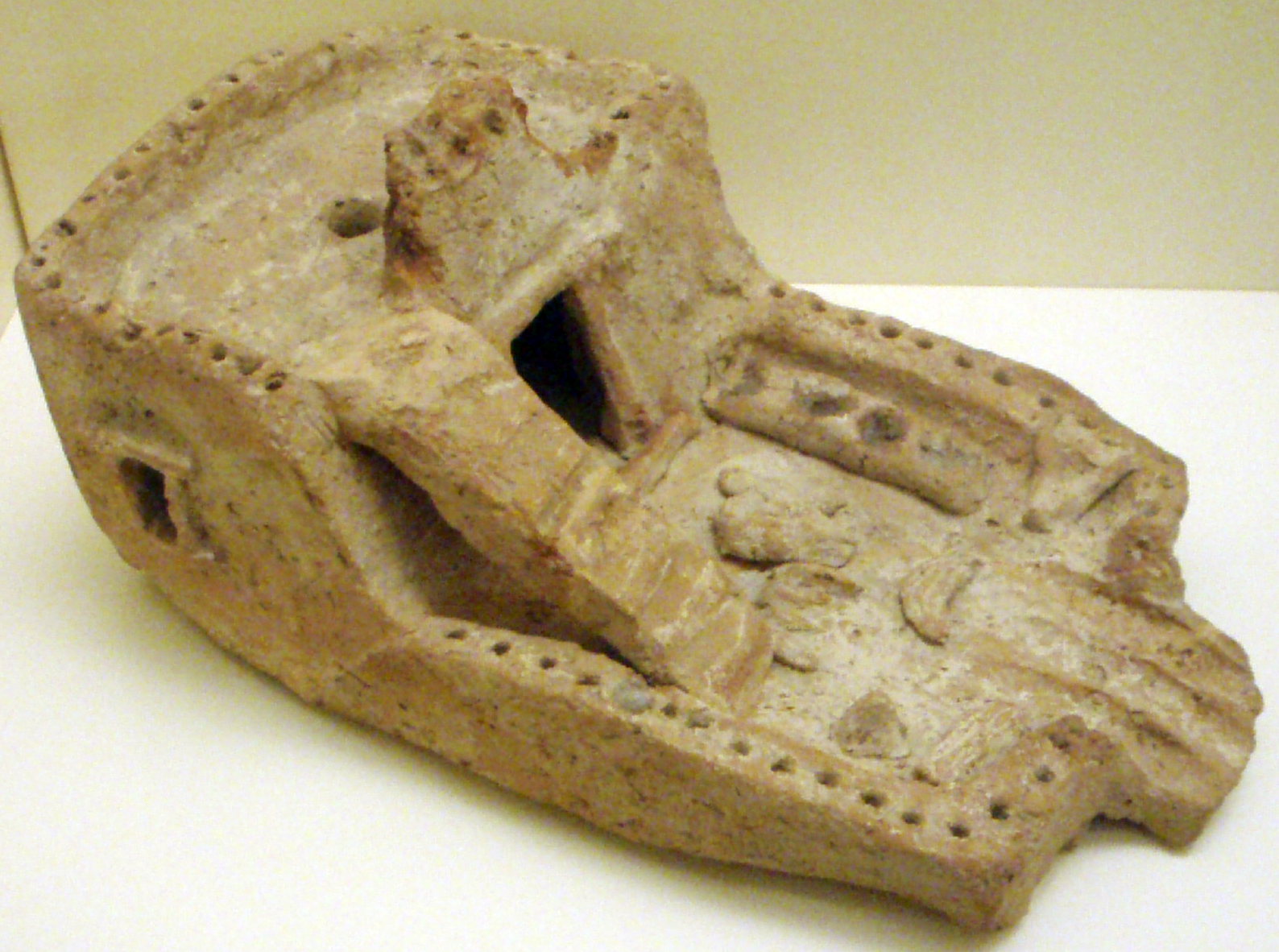
Modelo en arcilla de casa egipcia con azotea, datada en el tercer milenio a. C.

La azotea es la parte superior de un edificio cuando esta es plana. Frecuentemente se permite el acceso a ella, ya sea como lugar para asomarse, para tender la ropa, o para colocar un tinaco, o una cisterna, un pararrayos, un calentador solar, paneles solares o antenas de televisión. En edificios especialmente altos y grandes puede haber un helipuerto o repetidores y antenas parabólicas de televisión por satélite.
Suelen utilizarse en zonas de clima poco lluvioso, como son las de los países mediterráneos.
Vertipuertos
Relacionado con los principios de la movilidad aérea urbana (UAM) y la movilidad aérea avanzada (AAM), las terrazas u azoteas devienen como emplazamiento altamente valorado para la ubicación de vertipuertos.